# 努美阿
努美阿（法語：Nouméa，發音：[numea] ⓘ）是法国海外特殊集体新喀里多尼亞南部省的市镇，也是该省省会与新喀里多尼亚首府，面积45.7平方千米，2019年1月1日人口为96,082人。努美阿是南太平洋工业最發達的城市之一。

## 历史
1851年，英国商人詹姆斯·帕登於當地附近建立据点，成为最早到来的欧洲人。1854年，一批法国殖民者从岛的北部迁来，在此建立殖民据点——法兰西港（Port-de-France），直到1866年更名韦“努美阿”。该地区最初是流放地，后来努美阿周边相继发现镍矿和黄金，迅速成为矿业中心。二战期间，努美阿一度成为美国在南太平洋地区的军事指挥中心。

## 地理
努美阿（22°16'0"S, 166°27'0"E）面积45.7平方千米，位于法国海外特殊集体新喀里多尼亞南部，坐落于一个有保护的深水港旁，该港口同时也是新喀里多尼亚的主要港口。
与努美阿接壤的市镇（或旧市镇、城区）包括：丹贝阿、勒蒙多尔。
努美阿的时区为UTC+11:00。

## 行政
努美阿的邮政编码为98800，INSEE市镇编码为98818。

## 政治
努美阿的现任市长为索尼娅·拉加德女士，任期为2023-2026年。

## 教育
新喀里多尼亚大学（UNC）是當地主要的高等学府，每年有約三千名本地和国际生及一百位教授和研究者。成立于1987年，原是太平洋法国大学的一部份（另一部份在法属波利尼西亚）。1997年，太平洋法国大学一分為二。1999年，太平洋法國大學拆為新喀里多尼亚大学与法属波利尼西亚大学。

## 交通
當地有两座主要机场，市区的努美阿洋红机场只有国内航班；52公里外的帕伊塔則有努美阿国际机场。

## 人口
根据2019年9月的人口普查，由努美阿、丹贝阿、勒蒙多尔和帕伊塔四市镇组成的大努美阿都会区人口为182,341人，其中94,285人居住在努美阿本市。新喀里多尼亚67.2%的人口居住在大努美阿。
努美阿于2019年1月1日时的人口数量为96082人。

## 姐妹城市
- 黄金海岸
- 法國 尼斯
- 法屬玻里尼西亞 帕皮提
- 新西兰 陶波